# Конституція Естонії
Конституція Естонської Республіки - Конституція Естонії була прийнята 28 червня 1992 року. Конституція Естонської Республіки - це основний закон держави, який встановлює в республіці парламентську форму правління. Згідно з основоположними принципами документа, Естонська Республіка є самостійною і незалежною демократичною державою, вища державна влада в якій належить народу. Згідно з конституцією, самостійність і незалежність Естонії є неминущими і невід'ємними.
Так, сенсом існування незалежної Естонської Республіки проголошені збереження на століття естонської нації, мови та культури, всім етнічним естонцям надано право на проживання в Естонії (незалежно від наявності громадянства), кожному гарантовано право на естономовну освіту та діловодство в державних і муніципальних установах.
Текст конституції складається з преамбули та 15 розділів, поділених на 168 статей. У єдиний комплекс конституційних актів, крім самої конституції, входять також прийнятий одночасно з конституцією закон про особливості її застосування і прийнятий на референдумі в 2003 році закон про доповнення конституції. Завдяки останньому законом, у разі, якщо якісь окремі положення Конституції Естонії входять у суперечність в правовими нормами Європейського Союзу, застосовуються загальносоюзні норми, а дія невідповідних положень естонської конституції призупиняється.